# Salon de l'automobile de Shanghai
Le salon automobile de Shanghai (chinois : 上海国际汽车展 ; pinyin : Shànghǎi Guójì Qìchē Zhǎn), communément appelé Auto Shanghai, est un salon international automobile. Il se déroule lors des années impaires, en alternance avec le salon automobile de Pékin.
Il fut créé en 1985 où la Citroen CX fut notamment exposée. Depuis l'édition 2015, le salon a lieu au National Exhibition and Convention Center (Shanghai) (en) dans le district de Qingpu à l'ouest de Shanghai près de l'aéroport de Hongqiao.

## Éditions

### 2013
La 15e édition du salon automobile de Shanghai a lieu du 21 au 29 avril 2013 au Shanghai New International Expo Centre (en) de Pudong, Shanghai.

#### Nouveautés
- Besturn X80[1], nouveau SUV de la marque premium Besturn du groupe FAW.
- Brilliance H120[2], première citadine de la marque Brilliance.
- BYD S7[3], nouveau SUV pour le constructeur BYD, étroitement dérivé du S6.
- Chang'an Eado XT[4], version 5 portes de la berline Eado lancée en 2012.
- Chery Tiggo 5[5], nouveau SUV de la marque Chery.
- Chery A4[6], nouvelle berline de la marque Chery.
- Citroën C-Elysée II[7], première fois exposée en Chine.
- Dongfeng Fengxing CM7[8], nouveau monospace de la marque Fengxing du groupe Dongfeng.
- GAC Trumpchi GA3[9], nouvelle berline pour le constructeur Guangzhou Automobile, issue du concept GAC E-Jet présenté à Guangzhou en décembre 2012.
- Haval H2[10], version de série du concept car Haval M3 présenté à Pékin en 2010.
- Haval H6[11], pas réellement une nouveauté, mais le H6 arbore désormais le nouveau logo de Haval, label SUV du constructeur Great Wall.
- Haval H8[11], déjà présenté à Guangzhou fin 2012, il adopte comme la H6 le nouveau logo de Haval.
- JAC Sedan[12], nouvelle berline du constructeur JAC, le nom sera dévoilé au cours du salon.
- JAC Heyue S30[12], petit SUV, situé au-dessous du JAC Eagle S5.
- JAC Refine M6[12], nouveau monospace du constructeur JAC.
- Lifan 320 restylée[13].
- Lifan 630[13], version restylée de la 620.
- Maserati Ghibli III[14], nouvelle limousine de Maserati.
- Porsche Panamera restylée[15], avec de nouveaux moteurs.
- Porsche Panamera S E-Hybrid[16], nouvelle version hybride.
- Porsche Panamera LWB[15], version allongée de 15 cm de la Panamera. Elle sera disponible en version "4S" et "Turbo".
- Roewe 550 restylée[17].
- Škoda Superb restylée[18].
- Soueast V6 Lingshi[19], berline 5 portes de la marque Soueast.
- Toyota Vios III[20], version chinoise de la nouvelle Vios dévoilée à Bangkok début 2013.
- Zotye Z100[21], première citadine de la marque Zotye.

#### Concept cars

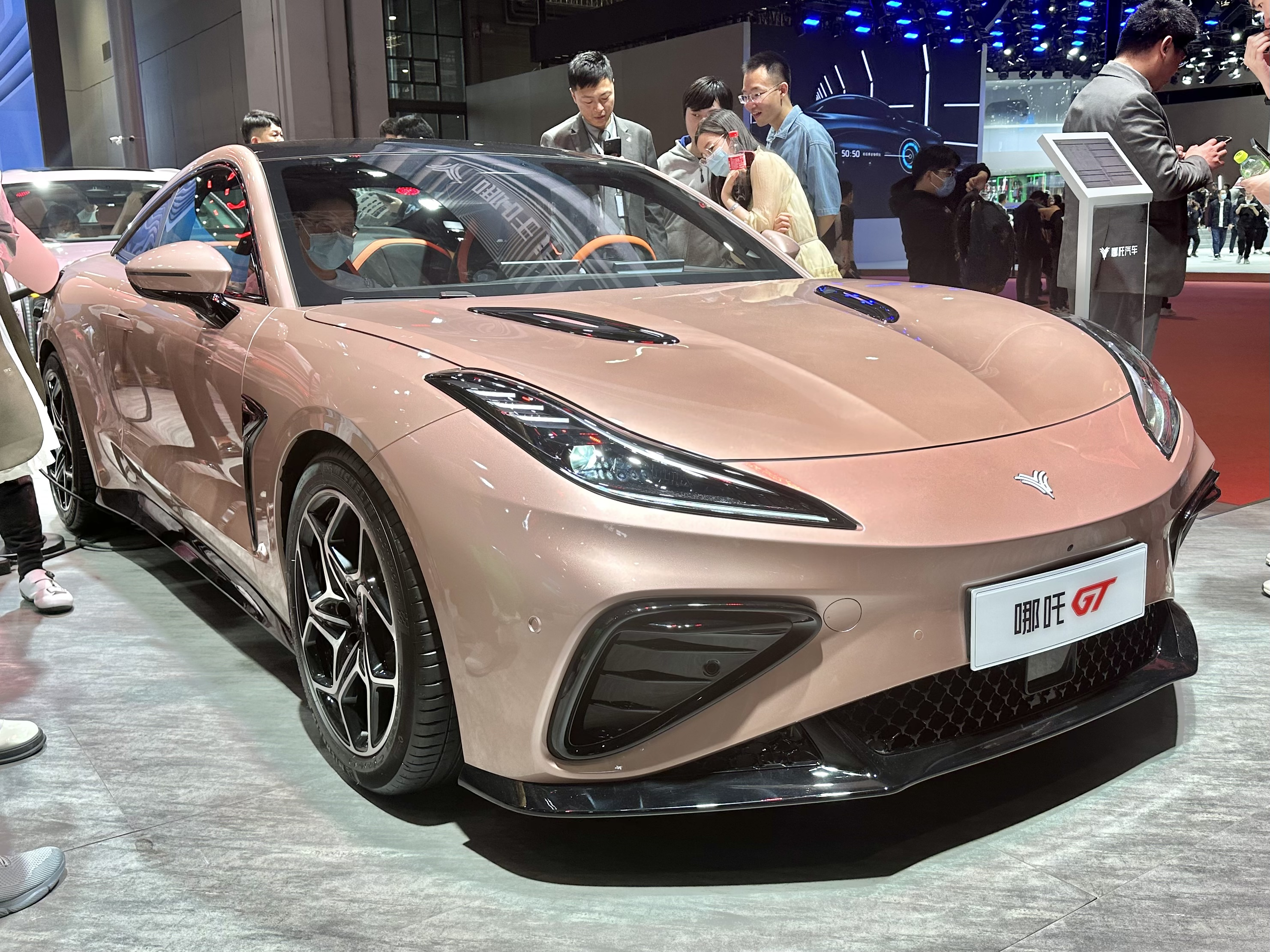
Neta GT

- BMW X4 Concept[22] : très proche de la production, il s'intercalera entre le X3 et le X5.
- Chang'an CS95[23], concept-car d'un grand SUV.
- Chery Beta 5[24], concept car d'un grand SUV.
- DS Wild Rubis[25] : il préfigure le futur SUV de la marque DS.
- Mercedes-Benz GLA Concept
- MG CS Concept[26], concept du petit SUV.
- Mitsubishi CA-iMIEV[27], concept déjà présenté à Genève en mars 2013.
- Mitsubishi G4[27], concept car d'une berline basée sur la nouvelle Mirage. Déjà présenté au salon de Bangkok en mars 2013.
- Nissan Friend-Me[28].
- Suzuki Authentics[29], concept car qui préfigure une nouvelle berline pour Suzuki.

### 2015

#### Concept car
- Toyota ME-WE Concept

### 2017

#### Concept cars
- BYD Dynasty Concept
- Roewe Vision E Concept

### 2019
L'édition 2019 du salon a lieu du 18 au 25 avril 2019.

#### Nouveautés
- Audi Q2L e-tron - production locale
- Audi Q3 II - production locale
- BMW Série 3 G28 - production locale
- Buick Velite 6
- Buick Encore II[30] - production locale
- Buick Encore GX[31] - production locale
- BYD e1
- BYD e2
- BYD S2
- BYD Song Pro
- Cadillac XT6 - production locale
- Chang'an CS75 Plus
- Chery Tiggo e
- Chevrolet Onix[32] - production locale
- Dongfeng Fengguang E30
- Dongfeng Fengguang 580 Pro
- Dongfeng Fengon E3
- Dongfeng Fengshen AX7 PHEV
- Dongfeng Fengshen AX7 FCV
- Dorcen G60S
- Ford Escape IV[33] - production locale
- Geometry A
- Hanteng X8
- Honda Envix - production locale
- Honda Odyssey Hybrid - production locale
- Hyundai Elantra VI PHEV - production locale
- Hyundai Encino EV - production locale
- Jeep Commander PHEV
- Jetour X70 Coupé
- Jetour X70S EV
- Jetour X95
- Jetta VA3
- Jetta VS5
- Jetta VS7
- Karma Revero GT
- Kia K3 II - production locale
- Kia K3 II PHEV - production locale
- Land Rover Range Rover Evoque II - production locale
- Landwind GT01
- Lexus LM[34]
- Maxus D60
- Maxus D60e
- Maxus G20
- Maxus G50e
- Maxus T70
- Nissan Sylphy II[35]
- Oshan E01
- Oshan X7
- Oshan Kesai GT
- Peugeot 508 L Hybride
- Porsche Cayenne III Coupé.
- Renault City K-ZE[36] - production locale
- Roewe Max
- Senova Zhida
- Toyota Corolla (E210) - production locale
- Toyota Levin (E210) - production locale
- Toyota C-HR EV - production locale
- Toyota Izoa EV - production locale
- Toyota RAV4 IV - production locale
- Trumpchi GA6 II[37]
- Venucia e30 II
- Venucia D60 EV
- Venucia T60 EV
- Volkswagen Polo Plus - production locale
- Volkswagen Teramont X - production locale
- Volvo XC40 - production locale
- Zotye E330
- Zotye EZ500

#### Restylages
- Buick GL8 Avenir phase II - production locale
- Dongfeng Fengshen E70 phase II
- Dongfeng Fengshen AX5 phase II
- Ford Edge II phase II - production locale
- Haval H8 phase II
- Nissan Qashqai II phase II - production locale
- Renault Koleos II phase 2 - production locale

#### Concept cars
- Aiways U7ion Concept[38]
- Audi AI:ME Concept[39]
- BYD e-Seed GT[40]
- Chevrolet Tracker concept[41]
- Chevrolet TrailBlazer concept[42]
- Ciimo X-NV Concept[43]
- Dongfeng Fengshen D53
- Exeed E-IUV Concept
- Hanteng RED 01 Concept
- Hyundai Sonata VIII concept
- Hyundai ix25 II concept
- Infiniti Qs Inspiration[44]
- Karma SC1 Vision Concept[45]
- Mercedes-Benz GLB Concept[46]
- NIO ET Concept[47]
- Roewe Vision-i Concept
- Volkswagen ID ROOMZZ[48]
- Volkswagen SMV Concept[49]
- Volkswagen SUV Coupé Concept
- Zotye ES330 Concept
- Zotye i-Across Concept
- Zotye A16 Concept

### 2021
La 19e édition du salon automobile de Shanghai a lieu du 21 au 28 avril 2021.

#### Nouveautés
- Arcfox Alpha-S
- Audi A7L[50] - production locale
- Baojun Valli
- Beijing U5 Plus
- BMW iX
- Buick Envision Plus[51] - production locale
- Buick Verano Pro[52] - production locale
- Chang'an CS55 Plus II
- Chery Tiggo 8 Plus PHEV
- Citroën C5 X - production locale
- Dongfeng Yixuan Max
- Ford Equator - production locale
- Ford Mustang Mach-E - production locale
- Ford Territory S
- GAC Aion Y
- GAC Trumpchi GS4 Plus
- GAC Trumpchi M6 Pro
- Geely Emgrand S
- Geely Xingyue L
- Genesis G80 - première locale
- Genesis GV80 - première locale
- Geometry A Pro
- Haval Chitu / Chitu Hybrid
- Haval H6 5G
- Honda Breeze PHEV
- Hongqi E-QM5
- Hyundai Custo[53] - production locale
- IM L7
- Ioniq 5[54]
- Kia Carnival IV - production locale
- Kia Sportage Ace - production locale
- Lynk & Co 02 hatchback
- Lynk & Co 09[55]
- Maserati Levante Hybrid
- Mazda CX-30 EV[56] - production locale
- Mercedes-Benz Classe C L - production locale
- Mercedes-Benz EQA - première locale
- Mercedes-Benz EQB[57]
- Mercedes-Benz EQS
- Neta U Pro
- Nio ET7
- Nissan X-Trail IV - production locale
- ORA Damao (Big Cat)
- Oshan X7 Plus
- Roewe Jing
- Sehol QX
- Škoda Octavia Pro[58] - production locale
- Toyota Crown Kluger[59] - production locale
- Toyota Highlander IV - production locale
- Toyota RAV4 V Hybrid E+ - production locale
- Volkswagen Golf VIII GTI - production locale
- Volkswagen ID.6 Crozz[60] - production locale
- Volkswagen ID.6 X - production locale
- Volkswagen Talagon[60] - production locale
- Voyah Free
- Welmeister W6
- WEY Tank 300
- WEY Cybertank
- WEY Latte
- WEY Macchiato
- WEY Mocha[61]
- WEY V71
- Xpeng P5[62]
- Zeekr 001

#### Restylages
- Audi Q2L - production locale
- Audi Q5L[63] - production locale
- BYD Song Pro
- Ford Escort - production locale
- Honda Accord X - production locale
- Lexus ES[64]
- Mercedes CLS
- Peugeot 4008 PHEV
- Roewe RX5 Plus
- Volkswagen Teramont - production locale
- Volkswagen Teramont X - production locale
- Volvo XC60[65] - production locale

#### Concept cars
- Audi A6 e-tron Concept
- Audi Concept Shanghai
- BYD EA1 Concept[66]
- BYD X-Dream Concept[66]
- Cadillac Lyriq Concept[67]
- Dongfeng Fengguang S-007 Concept[68]
- Ford Evos Concept[69]
- Genesis X Concept
- Great Wall Pao X Concept
- Haval X Dog Concept
- Haval XY Concept
- Honda SUV e: Prototype[70]
- Hongqi L-Concept
- IM LS7
- Lexus LF-Z Electrified concept
- MG Cyberster[71]
- Mitsubishi Airtrek Concept[72]
- ORA Lightning Cat
- ORA Punk Cat
- Roewe Yuejing Concept
- Tank 700 Concept[73]
- Tank 800 Concept[73]
- Toyota bZ4X Concept[74]
- Wuling Hongguang Mini EV Cabriolet Concept
- Wuling Xingchen Concept

### 2023
La 20e édition du salon automobile de Shanghai a lieu du 18 au 27 avril 2023.

#### Nouveautés
- Bestune Xiaoma
- BMW i7 M70 xDrive
- BMW iX1 - production locale
- BMW X1 III - production locale
- Buick Electra 5 - production locale
- BYD Seagull
- Chery Tiggo 9
- Denza N7
- GAC Aion Hyper GT
- Haval Xiaolong
- Haval Xiaolong Mao
- HiPhi Y
- Hongqi HS3
- Hongqi HS7 II
- Hongqi L5
- JAC Yiwei 3
- Lexus LM II
- Lynk & Co 08
- Maserati Grecale Folgore
- Maybach EQS SUV
- MG Cyberster
- Neta GT
- Nio EC7
- Nio ES6 II
- Nio ES8 II
- Polestar 4[75]
- Shenlan S7
- Smart #3
- Volvo EX90 Excellence
- XPeng G6
- XPeng P7i
- Yangwang U8
- Yangwang U9
- Zeekr X

#### Concept cars
- BYD Destroyer 07
- BYD Song L Concept[76].
- Hongqi E1001
- Hongqi E202
- Hycan V09
- Nissan Arizon[77]
- Nissan Max-Out
- Toyota bZ FlexSpace Concept[78]
- Toyota bZ Sport Crossover Concept[78]
- Wey Gaoshan